# Óriáscsuszka
Az óriáscsuszka (Sitta magna) a verébalakúak (Passeriformes) rendjébe, ezen belül a csuszkafélék (Sittidae) családjába tartozó faj.

## Előfordulása
Kína délnyugati, Mianmar középső és keleti, valamint Thaiföld északnyugati részén honos. A természetes élőhelye szubtrópusi és trópusi hegyi esőerdők, valamint száraz erdők.

## Alfajai
- Sitta magna ligea Deignan, 1938
- Sitta magna magna R. G. W. Ramsay, 1876

## Megjelenése
Testhossza 19,5 centiméter.